# Luponde
Luponde è una circoscrizione mista (mixed ward) della Tanzania situata nel distretto urbano di Njombe, regione di Njombe. Conta una popolazione di 9 372 abitanti (censimento 2012).